# Divina Liturgia de São João Crisóstomo
A Divina Liturgia de São João Crisóstomo é a mais celebrada Divina Liturgia no rito bizantino. Recebeu seu nome em homenagem a anaphora de mesmo nome que é sua parte central e é atribuída a São João Crisóstomo, arcebispo de Constantinopla no século V.

## História
A Divina Liturgia de Crisóstomo é um reflexo das obras dos padres capadócios, tanto no combate às heresias quanto na definição da teologia trinitária para Igreja. A Liturgia de São João Crisóstomo foi provavelmente a "Divina Liturgia" utilizada originalmente pela Escola de Antioquia e foi, portanto, provavelmente desenvolvida a partir dos ritos litúrgicos síriacos ocidentais. Em Constantinopla, foi refinada e embelezada sob a direção de João, o arcebispo da cidade (r. 398-404). Tendo se consolidado como a forma litúrgica da Igreja de Santa Sofia, tornou-se, com o tempo, a liturgia normal das igrejas do Império Bizantino. Os dois ritos litúrgicos da Igreja Ortodoxa - de São João Crisóstomo e de São Basílio - já haviam se tornado norma no final do reinado de Justiniano.

## Arranjos musicais
- Liturgia de São João Crisóstomo (Tchaikovsky), op. 41, um coral composto por Pyotr Tchaikovsky em 1880.
- Liturgia de São João Crisóstomo (Rimsky-Korsakov), op. 22, um coral composto por Nikolay Rimsky-Korsakov em 1883.
- Divina Liturgia de São João Crisóstomo (Mokranjac), um coral composto por Stevan Mokranjac em 1895.
- Liturgia de São João Crisóstomo (Kastalsky), um coral composto por Alexander Kastalsky em 1905.
- Liturgia de São João Crisóstomo(Rachmaninoff), op. 31, um coral composto por Sergei Rachmaninoff em 1910.
- Liturgia de São João Crisóstomo (Leontovych), um arranjo composto por Mykola Leontovych em 1919.
- Liturgia de São João Crisóstomo (Levine), , um coral composto por Alexander Levine em 2006